# Missaguash River
Missaguash River – rzeka (river) płynąca na granicy kanadyjskich prowincji Nowa Szkocja (hrabstwie Cumberland) i Nowy Brunszwik (hrabstwo Westmorland), stanowiąca jej część.
Rzeka rozpoczyna swój bieg po stronie nowoszkockiej, płynie w kierunku południowym i uchodzi do zatoki Cumberland Basin, jej nazwa etymologicznie pochodzi od słowa w języku Mikmaków (prawdopodobnie muskwash), oznaczającego piżmaka amerykańskiego (piżmoszczura) lub bagnistą rzekę, i została zaadaptowana około połowy XVIII wieku przez brytyjskich kartografów w formie Musaguash (u Charlesa Morrisa), Mesiguash (u J.F.W. DesBarresa), by osiągnąć u schyłku XIX wieku współczesną formę, która została w 1901 uznana przez Geographical Board, a urzędowo zatwierdzona w 1924.